# Rotsee
Rotsee (slovensko Rdeče jezero) je naravno jezero na severnem delu Luzerna v Švici. 
Jezero leži v dolini in je z vseh strani obkroženo s hribi. Lokacija in dejstvo, da jezero praktično nima toka ga dela idealnega za veslaške prireditve. Tudi skupna dolžina jezera, ki znaša 2,5 km je za veslaške regate izjemno primerna. Jezero leži na nadmorski višini 419 metrov, na najširšem delu pa je široko 300 metrov. Največja globina jezera znaša 16 metrov.
Zaradi odličnih pogojev je bilo na jezeru doslej organiziranih že veliko veslaških regat, med drugim tudi prvo Svetovno prvenstvo v veslanju v zgodovini. Prvo veslaško tekmovanje se je na Rotseeju odvijalo leta 1933, danes pa je na njem tradicionalno organizirana zadnja tekma Svetovnega pokala v veslanju. Na jezeru ni organizirana nobene tekma le v letih, ko je Svetovno prvenstvo organizirano v bližnjem Luzernu.